# František Getreuer
František Getreuer (18. prosince 1906 Praha – 6. února 1945) byl československý sportovní plavec a pólista židovského původu, účastník olympijských her 1928.
Závodnímu plavání a vodnímu pólu se věnoval v židovském sportovním klubu ŽSK Hagibor Praha od roku 1921. Poprvé na sebe výrazně upozornil jako plavec v olympijském roce 1924. Jako vodní pólista hrál na pozici obránce. V roce 1928 startoval na olympijských hrách v Amsterdamu jako člen týmu vodních pólistů.
Od roku 1929 plavecky vyzrál a převzal po Václavu Antošovi pozici nejlepšího vytrvalostního plavce v Československu. Štafeta Hagiboru Getreuer, Viktor Lederer, Adolf Polakoff a Rado neměla v první polovině třicátých let dvacátého století doma konkurenci. Na mistrovství Evropy v plavání v Paříži doplaval ve finále 400 m volný způsob na 4. místě. V roce 1932 zaplaval na trati 400 m volný způsob rekordní čas 5:06,6, který překonal až v roce 1946 Miroslav Bartůšek. Na olympijských hrách v Los Angeles téhož roku však kvůli omezenému rozpočtu Československého olympijského výboru nestartoval.
Od roku 1933 jeho další sportovní kariéru ovlivnil vzestup nacistického Německa a jejich diskriminace židovského obyvatelstva. Jako člen židovského sportovního klubu bojkotoval mistrovství Evropy v plavání v Magdeburgu v roce 1934 a v roce 1936 olympijské hry v Berlíně. Jako kompenzaci bral účast na Makabejských hrách v roce 1935, kde zvítězil na 400 m volný způsob a 1500 m volný způsob. Jako bonus s týmem vodních pólistů vybojoval první místo.
V roce 1941 byl v době okupovaného Československa deportován do koncentračního tábora v Terezíně a v roce 1944 do koncentračního tábora v Osvětimi. Zemřel v Dachau počátkem února 1945.

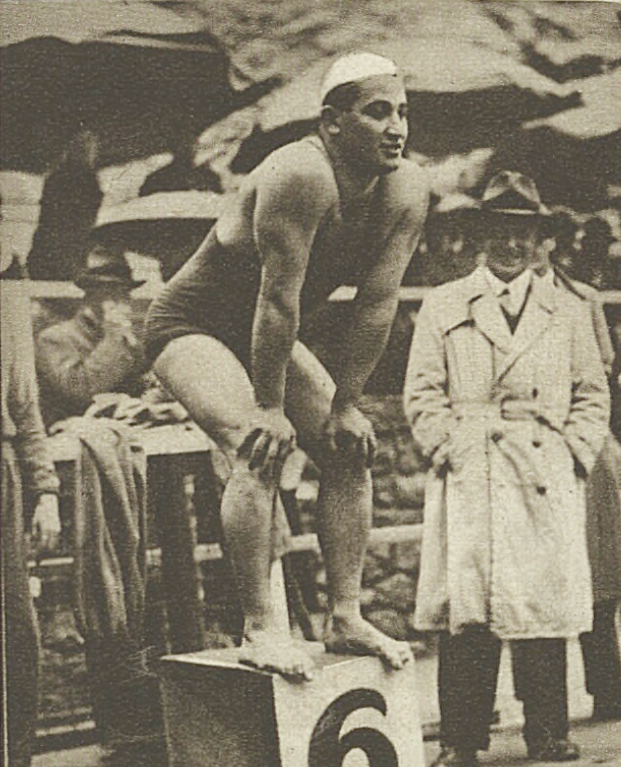
Na závodech v roce 1932